# Frans Willeme
F.P.M. (Frans) Willeme (Eygelshoven, 23 december 1952) is een Nederlandse politicus voor het CDA.
Hij is deels opgegroeid in Nieuwstadt waar zijn vader Pierre Willeme burgemeester was. Zelf is hij afgestudeerd in de rechten en was hij hoofd van de afdeling algemene en juridische zaken van Geleen voor hij in september 1986 benoemd werd tot gemeentesecretaris van Oegstgeest. Van december 1988 tot de opheffing op 1 januari 2001 is Willeme burgemeester geweest van de gemeente Denekamp. Toen deze gemeente op die datum met Weerselo en Ootmarsum werd samengevoegd tot de nieuwe gemeente Dinkelland, werd hij burgemeester van deze fusiegemeente. Na zijn herbenoeming in 2007 bleef hij tot en met 29 februari 2008 burgemeester van Dinkelland.
In februari 2011 werd bekend dat Frans Willeme kandidaat is voor de verkiezing van de nieuwe burgemeester van de Duitse gemeente Nordhorn. De CDU, FDP en de lokale partij Pro Grafschaft steunden zijn kandidatuur. Bij de verkiezing haalde zijn tegenstander Thomas Berling, directeur van de plaatselijke dierentuin, slechts 66 stemmen meer dan Willeme die met 49,9% van de stemmen de verkiezing verloor. Als hij wel had gewonnen was hij de eerste Nederlander geweest die in Duitsland burgemeester was geworden.

## Bestuurscrisis
Op 6 november 2007 hebben de drie wethouders van de gemeente Dinkelland het vertrouwen in burgemeester Willeme opgezegd. Dit leidde tot een bestuurscrisis in deze gemeente. Op 12 december 2007 voerden zo'n 1500 inwoners actie op het dorpsplein om Willeme als burgemeester te houden. In de daarop volgende impasse, besloot minister Guusje ter Horst van Binnenlandse Zaken om de burgemeester per 1 maart 2008 eervol te ontslaan. Ook adviseerde zij de gemeenteraad om de wethouders te ontslaan.
- Gemeinsame Normdatei: 1035166623
- Virtual International Authority File: 301363767